# Ångtvätt

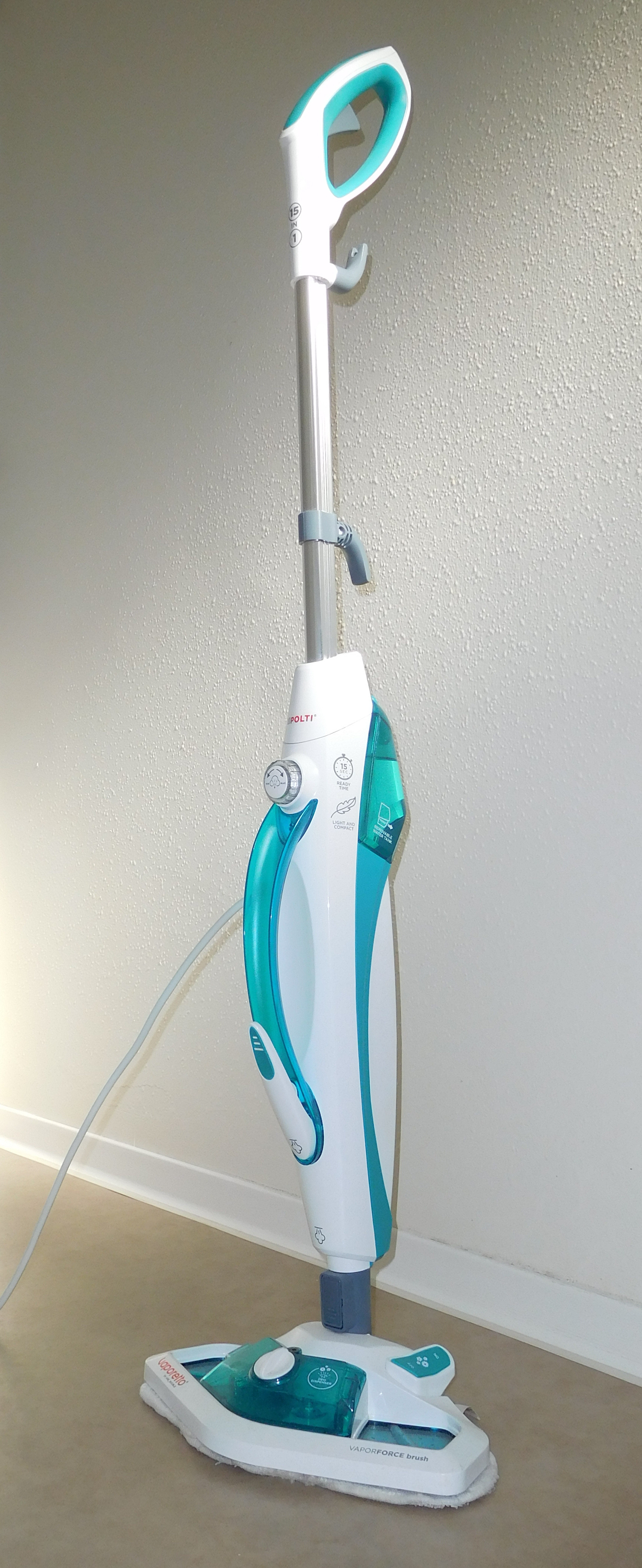
Portabel ångtvätt för golv.

Ångtvätt är ett hushållsredskap för rengöring, där vattenånga utan kemiska rengöringsmedel används för att lösa fett och smuts. Ångtvättar levereras ofta med olika kombinationer av munstycken som även kan vara bestyckade med borstar, gummiskrapor eller microfiberduk för att kombinera ångans lösande effekt med mekanisk rengöring. Het ånga löser mycket effektivt kalkavlagringar, fett, olja och smuts helt utan kemiska tillsatser. Även hårt intorkad sådan där ångan kan ersätta också aggressivare rengöringsmedel.

## Användningsområden
Typiska användningsområden för en ångtvätt är köks- och badrumsrengöring, textil-, möbel, matt- och bilklädseltvätt och fläckborttagning. Vid vårrustning av fritidsbåtar kan ångtvätten ta bort mögel och beläggningar i klädsel, skrymslen och vrår samt den besvärliga smutsranden i vattenlinjen. Ångan är bättre ur säkerhets- och miljösynpunkt än traditionell oxalsyra och enligt användare på diskussionssidan för båtfolk maringuiden också effektivare. Ett prov på ångtvättens rengöringskapacitet när det gäller ingrodd smuts. Ångtvätten har länge använts av till exempel städ- och rekonditioneringsföretag men används allt mer av privatpersoner. I Dagens Nyheter 19 oktober 2008 publicerades ett test av 8 ångtvättar för hemmabruk också publicerat av Smartson på Internet samma år. Ångtvätten har inte slagit igenom än att vara var mans egendom. Funktion i kombination med miljö- och ekonomiska argument talar för en bred framtida utbredning i de svenska hemmen. I Finland och Tyskland är ångtvätten betydligt mer etablerad idag.

## Varianter
Beroende på utrustning kan ångtvätten även tvätta fönster och kombineras med ångstrykjärn. En utveckling av ångtvätten är en kombination av ångtvätt och dammsugare som syns på bild i denna artikel. 